# Elecciones generales de Singapur de 2001
Las elecciones generales de Singapur de 2001 se celebraron el sábado 3 de noviembre del mencionado año para configurar el 10.º Parlamento, que ejercería sus funciones desde el 25 de marzo de 2002 hasta, a más tardar, 2007. Se realizaron ocho meses antes de lo previsto después de que la legislatura anterior fuera disuelta por el presidente Sellapan Ramanathan por consejo del primer ministro Goh Chok Tong el 18 de octubre, cuando su fecha de disolución original era el 26 de mayo de 2002. Fueron las duodécimas elecciones generales desde las instauración del sufragio universal en 1955 y las novenas desde la independencia del país asiático. La nominación de candidatos tuvo lugar el 25 de octubre, por lo que la campaña duró ocho días.
Se trató de la tercera ocasión consecutiva en la que solo el gobernante y hegemónico Partido de Acción Popular (PAP), revalidó su mayoría parlamentaria el Día de la Nominación luego de que diez circunscripciones, que representaban un total de 55 de los 84 escaños electos. De este modo, solo 675.306 de los 2.036.923 votantes registrados, menos de un tercio del total (33,15%) pudieron efectivamente emitir sufragio. Fue la última de las cuatro ocasiones (1968, 1991, 1997 y 2001) en las que se dio esta eventualidad. Se trató también de la última elección en la que Goh Chok Tong encabezó al PAP, pues renunciaría el 12 de agosto de 2004 para entregar el poder a Lee Hsien Loong, dos años antes de los siguientes comicios.
Estos comicios vieron surgir por primera vez a una coalición electoral formal entre partidos de oposición, la Alianza Democrática de Singapur (SDA) encabezada por Chiam See Tong, líder del Partido Popular de Singapur. Del mismo modo, el opositor histórico del PAP, el Partido de los Trabajadores (WP), se vio muy debilitado luego de la crisis interna que conllevó la salida del partido de su Secretario General, J. B. Jeyaretnam, que fue reemplazado por Low Thia Khiang, parlamentario por la circunscripción uninominal (SMC) de Houngang, además del hecho de que varios de sus candidatos fueron descalificados. El PAP obtuvo su mayor victoria en términos de voto popular desde 1980 con un 75,29% de los sufragios válidos y 27 de los 29 escaños disputados, sumando finalmente una mayoría de 82 sobre 84.
La SDA obtuvo la victoria en la SMC de Potong Pasir con el propio Chiam como candidato y el WP, si bien se ubicó en cuarto puesto en términos de voto popular (la única ocasión desde la independencia en que no ha sido el segundo partido más votado a nivel nacional) fue el partido opositor con mejor desempeño con respecto a escaños disputados y retuvo cómodamente su bastión en la SMC de Hougang en manos de Low. Debido a que la constitución establecía una representación mínima de tres escaños para la oposición, se otorgó un escaño parlamentario no circunscripcional (NCMP) a Steve Chia, candidato de la SDA en la SMC de Chua Chu Kang, que con un 34,66% fue el opositor derrotado con mejor desempeño.

## Convocatoria y sistema electoral
De acuerdo con el Artículo 65, Capítulo 4 de la Constitución singapurense, el período máximo para un Parlamento en funciones es de cinco años a partir de la fecha de su primera sesión después de unas elecciones generales, después de lo cual el legislativo quedará disuelto y se convocarán a nuevos comicios automáticamente. Sin embargo, el presidente de la República, por consejo del primer ministro, puede disolver el Parlamento y convocar a elecciones en cualquier momento antes se cumpla el plazo. Los comicios deben realizarse dentro de los tres meses posteriores a la disolución del Parlamento anterior. Los comicios son organizados por el Departamento de Elecciones (ELD), organismo dependiente de la Oficina del primer ministro.
Originalmente, las elecciones estaban programadas para 2002 y el gobierno de Goh Chok Tong no tenía intenciones de adelantar la convocatoria antes de ese año. Sin embargo, los atentados terroristas del 11 de septiembre de 2001 en los Estados Unidos desataron una crisis económica en Singapur, lo que hizo que el gobierno se decidiera a anticipar los comicios, confirmándose este adelantamiento el 17 de octubre de 2001, un día antes de la disolución del 9.º Parlamento.
El Parlamento que surgiría de las elecciones de 2001 estaría compuesto por 84 escaños directamente elegidos. Nueve de estos serían elegidos en circunscripciones uninominales (en inglés: Single Member Constituencies o SMC), mientras que los otros setenta y cinco serían elegidos en circunscripciones de representación grupal (Group Representation Constituencies o GRC). Las SMC son representadas por un solo parlamentario cada una, elegido por simple mayoría de votos. Las GRC, por su parte, serían representadas por entre cinco y seis parlamentarios elegidos por medio de voto en bloque, al menos uno de los cuales debía pertenecer a las comunidades minoritarias malaya, india u otra. Las personas que deseen presentar candidaturas en una GRC deben ser miembros de un partido político o configurar una candidatura grupal independiente. El voto es obligatorio y la edad mínima para votar es de veintiún años.

## Cronograma
| Fecha                                  | Evento                                                         |
| -------------------------------------- | -------------------------------------------------------------- |
| 17 de octubre                          | Publicación del Informe de Límites Electorales                 |
| 17 de octubre                          | Certificación del Registro de Electores                        |
| 18 de octubre                          | Disolución del 9.º Parlamento, se emite convocatoria electoral |
| 25 de octubre                          | Día de la Nominación                                           |
| 26 de octubre - 2 de noviembre de 2001 | Período de campaña                                             |
| 3 de noviembre de 2001                 | Jornada electoral                                              |
| 25 de marzo de 2002                    | Apertura de sesiones del 10.º Parlamento                       |

## Partidos políticos contendientes
El Partido de Acción Popular (PAP) ha gobernado en forma ininterrumpida Singapur desde las elecciones de 1959, imponiéndose en todos los comicios y conservando una abrumadora supermayoría, superior al 90% de los escaños electos. Su líder de cara a los comicios sería el primer ministro en ejercicio, Goh Chok Tong, que buscaría una undécima victoria electoral consecutiva para su partido y la tercera bajo su liderazgo. Por primera vez desde la disolución de la Alianza tras la independencia de Malasia en 1965, se conformó una coalición electoral de partidos opositores, la Alianza Democrática de Singapur (SDA), compuesta por el Partido Popular de Singapur (SPP), el Partido de la Solidaridad Nacional (NSP), el Partido de la Justicia de Singapur (SJP) y la Organización Nacional Malaya de Singapur (PKMS). El líder de la SDA fue Chiam See Tong, Secretario General del SPP. No formaron parte de esta coalición el Partido de los Trabajadores (WP) ni el Partido Demócrata de Singapur (SDP), partidos opositores de importancia. Otra formación menor, el Partido Democrático Progresista (DPP), presentó a Tan Soo Phuan y a su hijo Tan Lead Shake como candidatos en dos SMC (MacPherson y Ayer Rajah respectivamente). Las autoridades del DPP protestaron más tarde, afirmando que no habían sido informadas de la decisión de Tan de disputar MacPherson y creían que su hijo iba a disputar la SMC de Joo Chiat en lugar de Ayer Rajah, crisis interna que motivó que ambos fueran expulsados del partido.
| Partido | Partido                               | Líder           | Fundación | Escaños (1997) |
| ------- | ------------------------------------- | --------------- | --------- | -------------- |
|         | Partido de Acción Popular (PAP)       | Goh Chok Tong   | 1954      | 81/84          |
|         | Partido de los Trabajadores (WP)      | Low Thia Khiang | 1957      | 2/84           |
|         | Alianza Democrática de Singapur (SDA) | Chiam See Tong  | 2001      | 1/84           |
|         | Partido Demócrata de Singapur (SDP)   | Chee Soon Juan  | 1980      |                |
|         | Partido Democrático Progresista (DPP) | Tan Soo Phuan   | 1973      |                |

## Desarrollos políticos

### Partido de Acción Popular

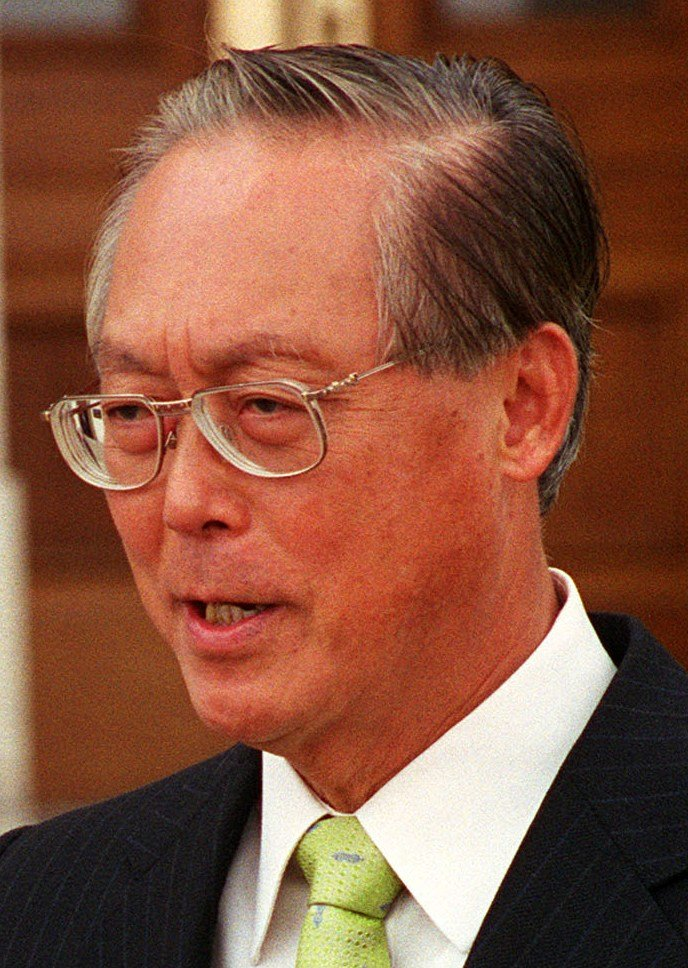
Estos comicios serían los últimos en los que Goh Chok Tong lideraría al PAP.

Contrarrestado por la difícil situación económica que afectaba a Singapur después de los atentados del 11 de septiembre, Goh resolvió adelantar las elecciones generales un mes después de este suceso, lo que desató críticas por parte de los partidos opositores debido al escaso tiempo entre la demarcación de los nuevos límites electorales y la nueva elección. Goh justificó su decisión, argumentando que la economía del país se enfrentaba a un panorama «único» y que era necesario que los comicios tuvieran lugar antes de que esta empeorara para asegurar al gobierno un mandato fuerte con el cual combatir la crisis.
En el poder desde 1990, tras la renuncia de Lee Kuan Yew, primer mandatario singapurense, el liderazgo de Goh había hecho frente a numerosas crisis durante sus once años en el poder, destacando la crisis financiera asiática que había tenido lugar pocos meses después de las anteriores elecciones en enero de 1997.
Durante la novena legislatura parlamentaria, un puesto había quedado vacante después de que Choo Wee Khiang, representante de la GRC de Jalan Besar, fuera condenado a una multa y dos semanas de prisión por delitos comerciales, lo que condujo a su renuncia tanto a su escaño parlamentario como a su afiliación al PAP. La decisión de Choo fue respaldada por numerosos dirigentes políticos, destacando Lee Hsien Loong, vice primer ministro en el gabinete de Goh e hijo de Lee Kuan Yew. A pesar de la salida de Choo, su dimisión no provocó una elección parcial debido a que representaba una circunscripción grupal, y solo podía convocarse a elecciones complementarias en una GRC si se producía una vacante total de sus miembros.

### Partido de los Trabajadores
El Secretario General del WP, Joshua Benjamin Jeyaretnam, que ejercía como Miembro del Parlamento No Circunscripcional desde 1997, fue destituido de su cargo parlamentario luego de ser declarado en quiebra por un tribunal tras no haber podido pagar una multa luego de ser condenado por difamación por unos comentarios emitidos durante la campaña anterior en relación con el primer ministro Goh. El 24 de julio, el presidente declaró vacante el escaño de NCMP de Jeyaretnam. En octubre, poco antes de los comicios, Jeyaretnam presentó su dimisión como Secretario General del WP después de varias décadas de liderazgo. El nuevo líder del partido fue Low Thia Khiang, único parlamentario electo de la formación, que desde hacía diez años representaba en la SMC de Hougang. La transición en el liderazgo fue amarga y Jeyaretnam acusó a Low posteriormente de no haberlo apoyado lo suficiente durante el proceso legal, algo que Low negó.

## Resultados

### Resultado general
|  | 75.29 % |

|  | 75.29 % |

|  | 12.03 % |

|  | 27.61 % |

|  | 8.09 % |

|  | 20.36 % |

|  | 3.05 % |

|  | 39.29 % |

|  | 0.85 % |

|  | 16.72 % |

|  | 0.68 % |

|  | 10.23 % |

|  | 97.87 % |

|  | 2.13 % |

|  | 100.00 % |

|  | 94.61 % |

|  | 33.15 % |

|  | 66.85 % |

|  | 100.00 % |

### Resultado por circunscripción
|  | 87.96 % |

|  | 12.04 % |

|  | 98.05 % |

|  | 1.95 % |

|  | 77.37 % |

|  | 17.71 % |

|  | 4.92 % |

|  | 98.01 % |

|  | 1.99 % |

|  | 65.34 % |

|  | 34.66 % |

|  | 98.15 % |

|  | 1.85 % |

|  | 54.98 % |

|  | 45.02 % |

|  | 98.67 % |

|  | 1.33 % |

|  | 83.55 % |

|  | 16.45 % |

|  | 96.93 % |

|  | 3.07 % |

|  | 83.73 % |

|  | 16.27 % |

|  | 97.22 % |

|  | 2.78 % |

|  | 78.52 % |

|  | 21.48 % |

|  | 97.72 % |

|  | 2.28 % |

|  | 73.68 % |

|  | 26.32 % |

|  | 98.47 % |

|  | 1.53 % |

|  | 52.43 % |

|  | 47.57 % |

|  | 98.93 % |

|  | 1.07 % |

|  | 79.74 % |

|  | 20.26 % |

|  | 97.75 % |

|  | 2.25 % |

|  | 74.49 % |

|  | 25.51 % |

|  | 98.13 % |

|  | 1.87 % |

|  | 79.75 % |

|  | 20.25 % |

|  | 97.20 % |

|  | 2.70 % |

|  | 73.34 % |

|  | 26.66 % |

|  | 98.05 % |

|  | 1.95 % |